# Grand Prix de l’Humanité 1970
Der Grand Prix de l’Humanité wurde vom 28. bis zum 30. Mai 1970 als Etappenrennen mit drei Etappen in Frankreich ausgetragen. Start und Ziel war jeweils in Le Havre.
Die erste Etappe war ein Zeitfahren über fünf Kilometer. Es siegte der Tschechoslowake Petr Hladík in 7:05 Minuten vor den beiden Fahrern aus der DDR Axel Peschel (7:05,04 min) und Siegfried Huster (7:08 min). Auf der zweiten Etappe über 148 Kilometer siegte Axel Peschel in 3:33:42 h vor Jan Smolík aus der Tschechoslowakei und Boubipesky aus Frankreich (alle gleiche Zeit). Die dritte Etappe über 166 Kilometer sicherte sich in 3:43:45 Stunden der Pole Jasinski vor Madjid Hamza aus Algerien und Marek aus der Tschechoslowakei.
Im Gesamtklassement siegte Axel Peschel aus der DDR mit acht Sekunden Vorsprung vor seinem Landsmann Siegfried Huster und 13 Sekunden vor dem Tschechoslowaken Marek. Bernd Knispel aus der DDR belegte mit 34 Sekunden Rückstand Platz vier, Gainan Saidchushin aus der UdSSR Platz fünf mit 42 Sekunden Rückstand. 
Die Mannschaftswertung gewann die DDR in 22:15:02 Stunden mit 31 Sekunden Vorsprung vor der UdSSR und 2:41 Minuten Vorsprung vor der ČSSR.